# Nicholas Lechmere (1er baron Lechmere)
Nicholas Lechmere, 1er baron Lechmere (5 août 1675-18 juin 1727) est un avocat et homme politique anglais qui siège à la Chambre des communes de 1708 à 1721, année à laquelle il est élevé à la Pairie en tant que baron Lechmere. Il est procureur général et Chancelier du duché de Lancastre.

## Biographie
Il est le deuxième fils d'Edmund Lechmere de Hanley Castle, Worcestershire, et le frère cadet d'Anthony Lechmere, député. Admis au Middle Temple en 1693, il est admis au barreau le 25 octobre 1698. En 1708, il devient Conseiller de la reine. Il fait une carrière lucrative en tant qu’avocat comme son grand-père, Sir Nicholas Lechmere.
Il est élu député à Appleby lors des élections législatives de 1708. Il est muté à Cockermouth aux élections générales de 1710 et est réélu député en 1713. Il est l'un des auteurs qui rédigèrent la législation concernant l’Écosse en janvier 1710. Il s'oppose à la politique de paix du ministère conservateur après 1710 et soutient les droits des dissidents. Pendant le règne de la reine Anne, il est connu comme porte-parole des Whigs. En 1714, il est nommé solliciteur général. En 1715, il devient trésorier du barreau .
Il est réélu sans opposition en tant que député de Cockermouth aux élections générales de 1715. Il remplace son frère comme député de Tewkesbury lors d'une élection partielle le 12 juin 1717. En 1718, il est nommé procureur général et devient également conseiller privé et Chancelier du duché de Lancastre. Le 4 septembre 1721, ayant cessé d'être procureur général, il est élevé à la pairie en tant que baron Lechmere d'Evesham dans le comté de Worcester et quitte son siège à la Chambre des communes.
Il collabore également avec Richard Steele pour sa brochure The Crisis .
Il est décédé subitement d'une attaque d'apoplexie alors qu'il est assis à table, à Campden House, Kensington, le 18 juin 1727. Il est enterré à Hanley Castle, où se trouve une tablette inscrite à sa mémoire.

## Famille

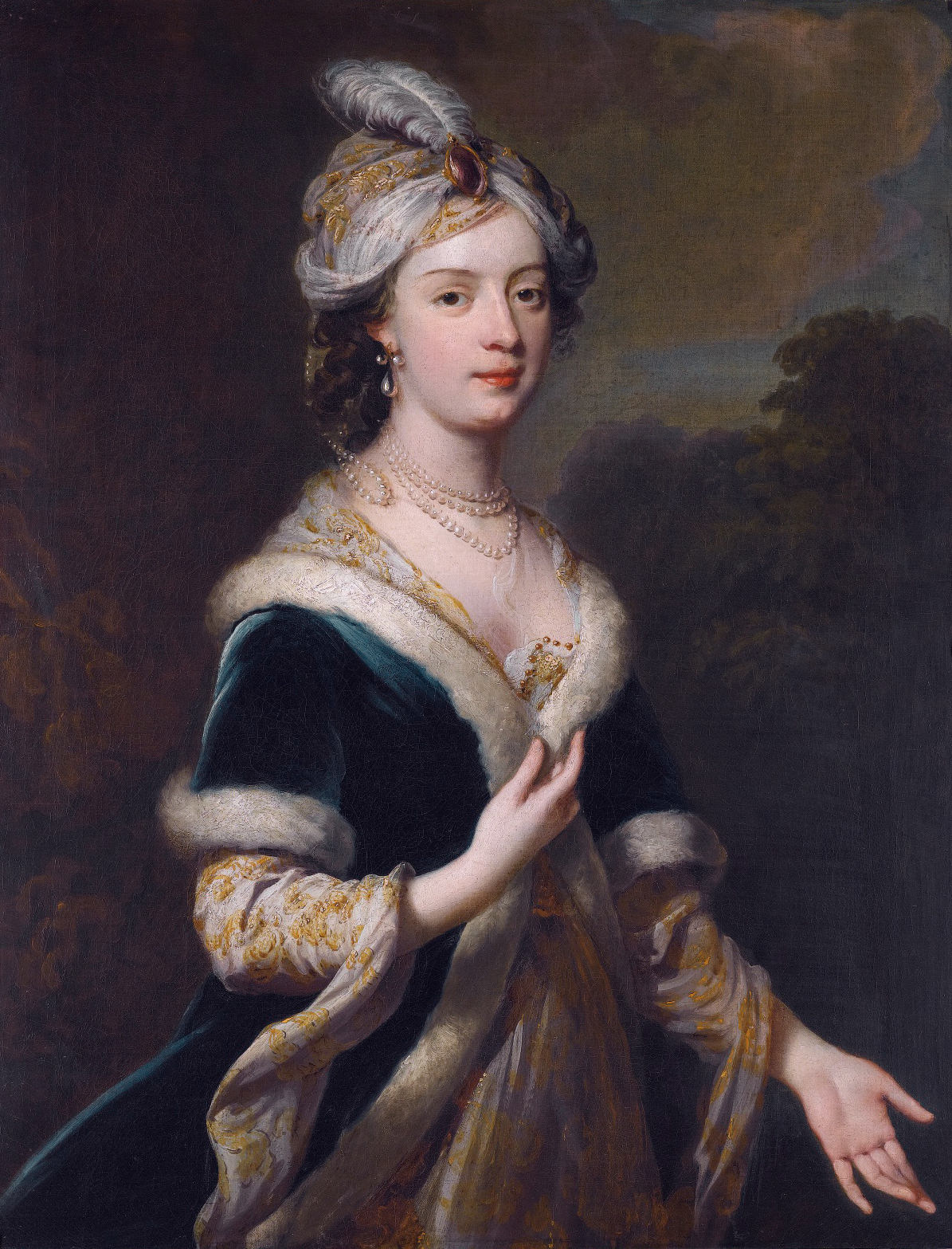
Elizabeth Howard (1701-1739) (George Knapton, vers 1730)

Lechmere épouse Lady Elizabeth Howard, fille de Charles Howard (3e comte de Carlisle) en 1719, mais ils n'ont pas d'enfants et son titre s'est éteint à sa mort en 1727 .